# Hell Comes to Quahog
„Hell Comes to Quahog” – trzeci odcinek piątego sezonu serialu Family Guy. Premiera odbyła się 24 września 2006 na kanale telewizyjnym Fox. Według Nielsen ratings tego dnia odcinek obejrzało 9,66 miliona widzów. Tytuł jest nawiązaniem do filmu Hell Comes to Frogtown, a fabuła obraca się wokół walki obywateli Quahog z rujnującym ich miasto supermarketem. Kilka scen zostało wyciętych w procesie produkcji. Gościnnie występuje Carrie Fisher, która wciela się w rolę szefowej Petera, Angeli. Odcinek zebrał pozytywne recenzje.

## Fabuła
Peter ma za zadanie odebrać Meg z wrotkowiska. Po tym, jak zjawia się na miejscu i ostatecznie wraca do domu zapomniawszy o niej, wściekła Meg domaga się własnego samochodu. Peter udaje się z nią do salonu samochodowego, jednak zamiast samochodu kupuje jej czołg, który niedługo po tym konfiskuje Joe. Meg postanawia więc samodzielnie zarobić pieniądze na auto i zatrudnia się w Superstore USA, nowo otwartym supermarkecie w Quahog. Tymczasem jego pojawienie się powoduje bankructwo lokalnych kupców oraz przerwy dostaw prądu w całym mieście z powodu wysokiego zapotrzebowania supermarketu na elektryczność.

## Produkcja

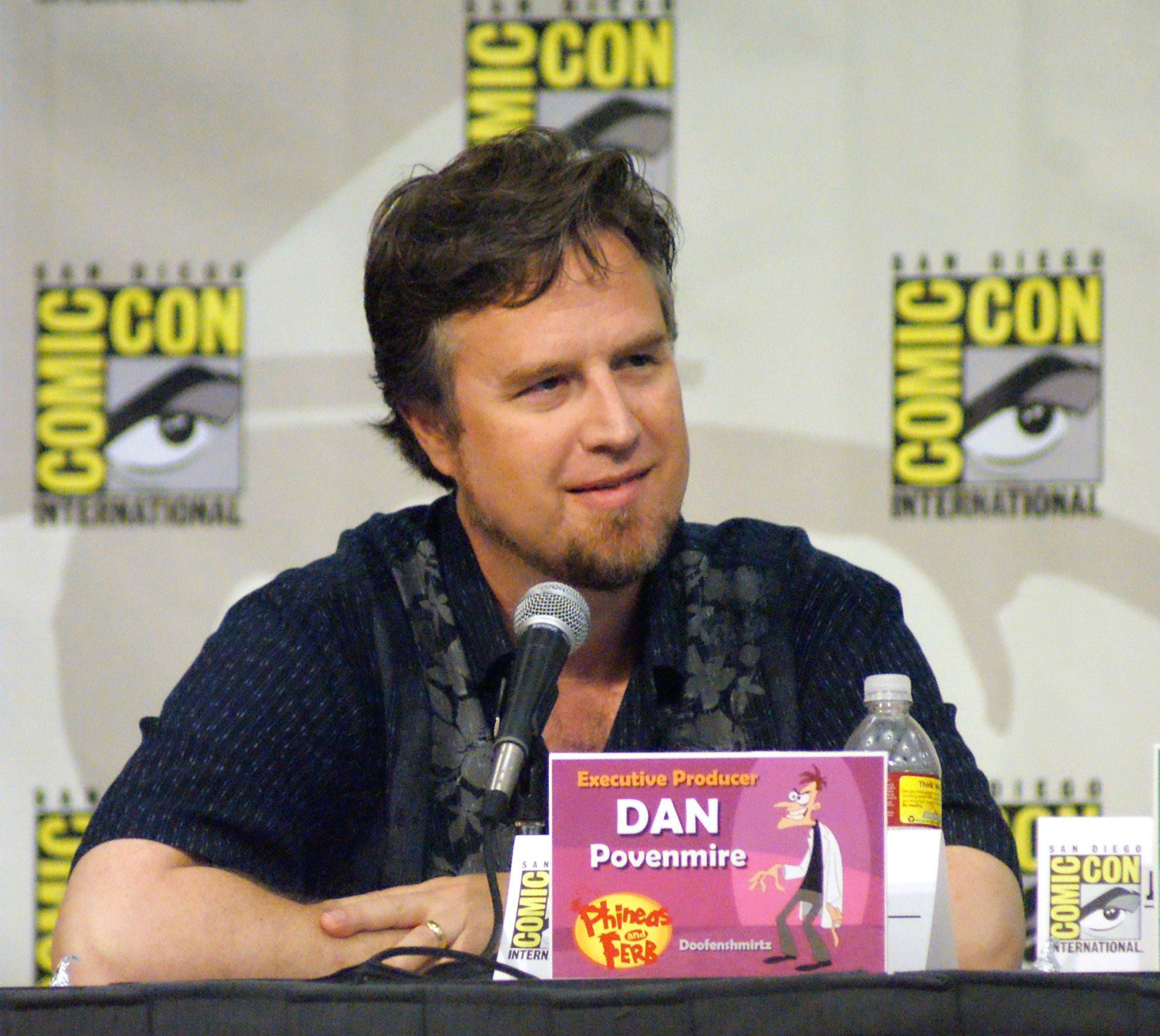
Dan Povenmire – reżyser odcinka.

Duża część muzyki pojawiającej się w odcinku została napisana przez Waltera Murphy’ego. Podczas sceny na wrotkowisku wykorzystano utwór A Fifth of Beethoven, który Murphy skomponował w 1976 roku i który później został wykorzystany na ścieżce dźwiękowej filmu Gorączka sobotniej nocy. Natomiast w scenie, w której Brian i Stewie niszczą Superstore USA, słychać muzykę Murphy’ego, która stylistycznie naśladuje temat muzyczny autorstwa Elmera Bernsteina z filmu Szarże. W procesie produkcji powstało kilka wersji gagu z Icemanem. Pierwotnie miał on walczyć ze swoją żoną, jednak zrezygnowano z tego pomysłu ze względu na kwestie prawne. Niektóre sceny i gagi zostały wycięte z wersji emitowanej w telewizji i są dostępne jedynie w wersji DVD, gdyż uznano je za niestosowne. Na przykład w nieocenzurowanej scenie, w której Brian jest za mocno głaskany przez upośledzonego umysłowo chłopca, bierze on na nim odwet, gryząc go w rękę. Innym wyciętym elementem jest scena, w której Chris tak mocno śmieje się ze swojego dowcipu, że w końcu popuszcza. Ocenzurowano też gag z kierowcą Hummera oglądającym film Madagaskar i krzyczącym Dude, those animals are so fucking funny (Stary, te zwierzaki są zajebiście śmieszne). Jednak scena ta została omyłkowo wyemitowana z nieocenzurowanym przekleństwem w Kanadzie.

## Odniesienia do kultury

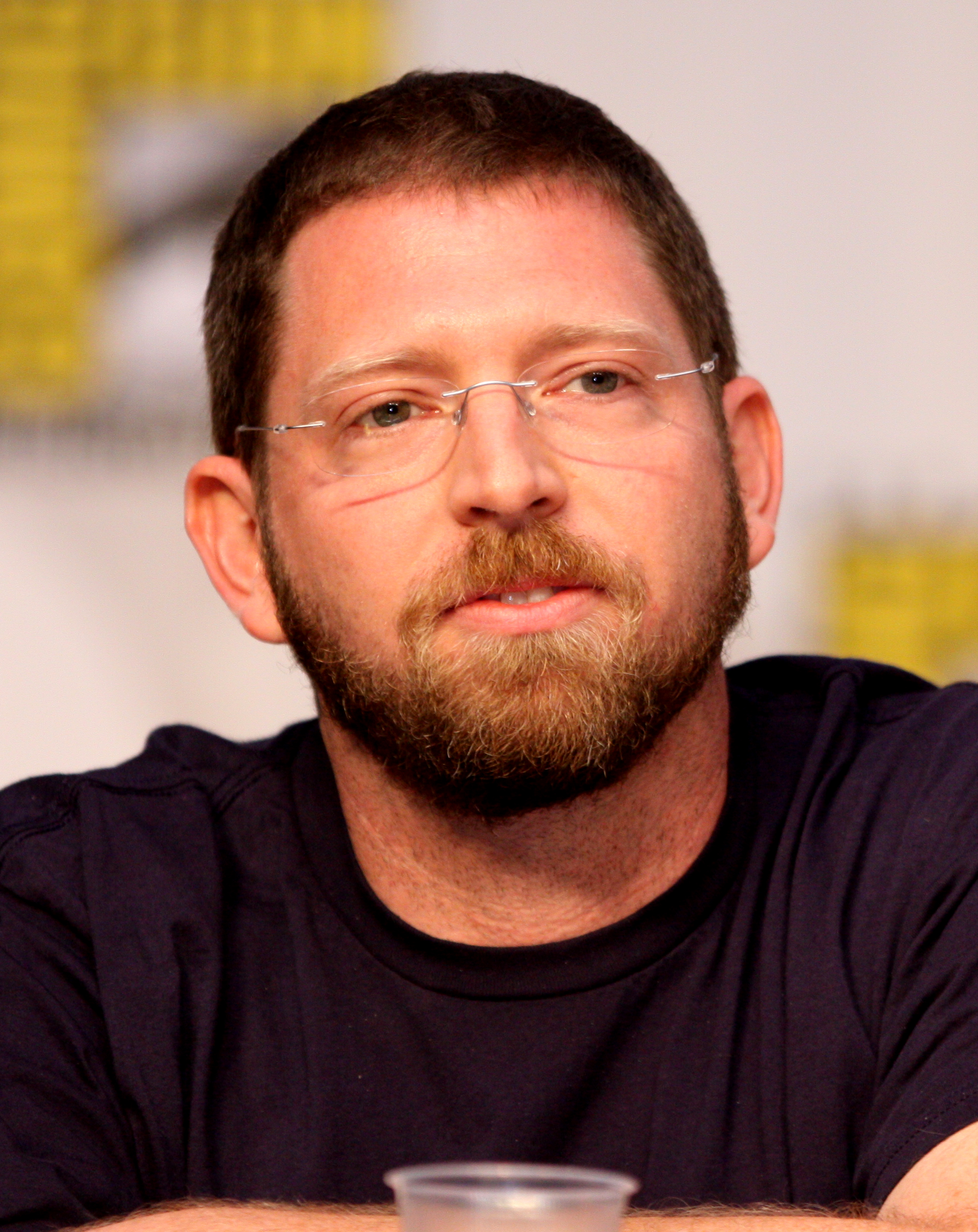
Kirker Butler – scenarzysta odcinka.

Tytuł odcinka jest nawiązaniem do filmu Hell Comes to Frogtown. Gdy na początku Peter, Joe, Quagmire i Cleveland podczas gry w ping-ponga tracą swoją ostatnią piłeczkę, Peter, by zdobyć nową, korzysta z pomocy Mr. Moose, postaci z amerykańskiego programu dla dzieci pt. Captain Kangaroo. W tej samej scenie Peter wspomina czasy, kiedy występował w fikcyjnej broadwayowskiej adaptacji filmu Czerwony świt. W domu Griffinowie oglądają reklamę ciastek „Pepperidge Farm”, nawiązującą do prawdziwych reklam tej firmy ze starszym woźnicą, który przypominał telewidzom o starych, dobrych czasach. Reklamy te jednak nie były pokazywane w telewizji od 10-15 lat. W następnej scenie Peter nawiązuje do Icemana, superbohatera z uniwersum komiksów Marvela. W innej scenie podczas jazdy kierowca Hummera ogląda film Madagaskar. Kiedy Peter celuje lufę czołgu w kierunku Lois, ta krzyczy „Bocce Balls!”, podobnie jak jedna z postaci w filmie Plusk. W kinie samochodowym Lois i Peter oglądają fikcyjny film The Even Couple, z Billem Pullmanem i Jeffem Danielsem w rolach głównych. Jest to odniesienie do sztuki Neila Simona pt. Dziwna para opowiadającej o Oscarze Madisonie i Feliksie Ungarze, dwóch mieszkających ze sobą mężczyznach, którzy nie mogą się ze sobą dogadać. Scenarzyści tego odcinka sugerują, iż Pullman i Daniels, ogólnie uznawani za „miłych facetów”, prawdopodobnie byliby lepszymi współlokatorami niż wspomniana dwójka. Peter cieszy się, gdy dowiaduje się o emisji filmu Showgirls, ponieważ film zawiera dużo scen erotycznych. Jednak jego radość szybko znika, gdy okazuje się, że film zostanie wyświetlony na kanale TBS, który nie pozwala na nagość w swoich filmach. Rodzina Griffinów w telewizji ogląda serial Zaklinacz dusz. W retrospekcji Peter wspomina przysługę, którą wykonał dla leśniczego, która polegała na zabiciu Misia Yogi. Podczas pracy w supermarkecie jednym z obowiązków Meg jest karmienie Slotha, postaci z filmu Goonies. W innej scenie Peter wspomina fikcyjny gang Toma Brokawa, popularnego amerykańskiego dziennikarza. Scena z Richardem Gere’em jest nawiązaniem do popularnej miejskiej legendy jakoby ten trafił na pogotowie z myszoskoczkiem w odbycie. Gdy w wiadomościach poruszany jest temat przerw w dostawie prądu, pojawia się animowana wersja sekwencji tytułowej programu edukacyjnego dla dzieci The Electric Company. Podczas protestu przed Superstore USA Peter krzyczy Gattaca! Gattaca!, przekręcając okrzyk bohatera filmu Pieskie popołudnie, który  skandował Attica! Attica!. Attica to więzienie w Stanach Zjednoczonych, w którym w 1971 roku wybuchły zamieszki, natomiast Gattaca to film z 1997 roku. Później, po wejściu do środka, Peter mówi „kiedy wszedłem do Superstore USA, poczułem się jak gdybym (kontynuuje krzycząc) stał na szczycie góry i czuł wiatr we włosach”. Jest to nawiązanie do reklam „York Peppermint Pattie”, amerykańskiej marki słodyczy z miętowym nadzieniem. W końcowej scenie Peter przywołuje tytuł amerykańskiego serialu Hardcastle i McCormick.

## Odbiór
Recenzent IGN Dan Iverson ocenił Hell Comes to Quahog pozytywnie, komentując, że niektóre gagi były „niesamowicie śmieszne”. Uznanie w jego oczach znalazł zarówno dobry (choć, jak zaznaczył, nie oryginalny) główny wątek dotyczący supermarketu, jak i kilka gagów pojawiających się w międzyczasie. Mimo „lekkiego dłużenia się w środku” odcinek dostał ocenę 8/10. Podobnie pozytywnie ocenił odcinek Brett Love z bloga TV Squad. Zaznaczył on jedynie, że nie podobały mu się wygłupy Petera w supermarkecie oraz „wyraził niepokój” co do kierunku rozwoju postaci Stewiego, który stopniowo odchodzi od modelu „złego geniusza chcącego zabić matkę. Według Nielsena Hell Comes to Quahog uzyskał wskaźnik oglądalności 5,7 i udział 8.